# شام برای احمق‌ها
شام برای احمق‌ها (انگلیسی: Dinner for Schmucks) فیلمی در ژانر کمدی به کارگردانی جی روچ است که در سال ۲۰۱۰ منتشر شد.

## بازیگران
- استیو کارل
- پل راد
- استفانی اسزوستاک
- جامین کلمنت
- زک گالیفیاناکیس
- لوسی پانچ
- بروس گرینوود
- دیوید ویلیامز
- ران لیوینگستون
- اکتاویا اسپنسر
- جف دانهام
- کریس اودوود
- آندرئا سوج
- بلانکا سوتو
- کریستین شال